# Trois Jours en juin
Pour plus de détails, voir Fiche technique et Distribution.
Trois jours en juin est un téléfilm français réalisé par Philippe Venault sorti en 2005.
L'histoire se situe à la fin de la bataille de France, alors que l'armée allemande, victorieuse, approche de la Loire. Des militaires français décident de résister pour protéger un pont par le sud, tandis qu'une compagnie de tirailleurs sénégalais est positionnée en première ligne côté nord.
Le téléfilm retrace la période de 3 jours allant du 16 au 18 juin 1940, entre le moment où le maréchal Pétain demande de déposer les armes et celui où le général de Gaulle appelle à la résistance.
Le scénario est fondé sur un livre de Frédéric H. Fajardie : Un pont sur la Loire.

## Synopsis
En juin 1940, l'armée française est en pleine déroute. Des unités éparses refluent vers le sud, espérant se mettre à l'abri derrière la Loire. Dans un village, une compagnie de tirailleurs sénégalais commandés par le colonel Valadon (Guy Marchand) reçoit l'ordre de se déployer sur la rive nord du pont sur la Loire, pour dévier les civils et freiner les Allemands qui approchent.

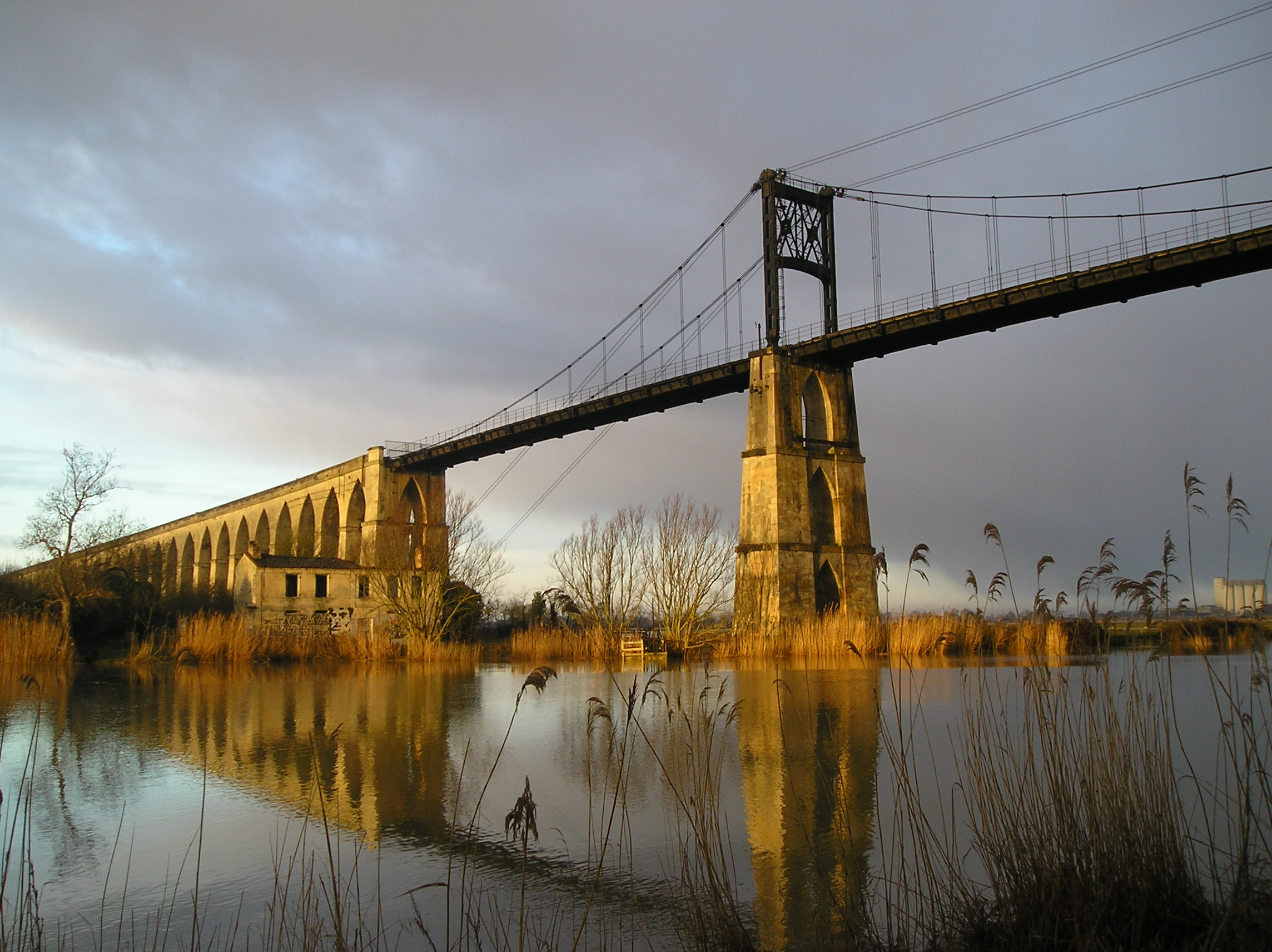
Le pont suspendu de Tonnay-Charente qui a servi pour le tournage du film.

L'artilleur Henri Dragance (Patrick Catalifo), un écrivain communiste, ancien officier dégradé de la Première Guerre mondiale ayant également participé à la guerre d'Espagne, décide de rejoindre le détachement du capitaine Rollet (Marc Berman) qui est placé en « bouchon » à l'extrémité sud du pont.
Ce déploiement militaire et l'attaque d'un Stuka finit par persuader les habitants du village qu'un combat se prépare et risque de détruire leur commune. Menés par l'adjoint au maire Haudrusse (Étienne Chicot), les villageois exhortent les soldats à cesser le combat (le maréchal Pétain a fait un appel à ce sujet à la radio, on s'attend alors à un armistice imminent).
En attendant l'inéluctable, Dragance, qui est rapidement devenu le véritable « chef » du détachement, s'amourache de l'institutrice du village (Elsa Lunghini), qui est une grande amatrice de ses romans.
De leur côté, les éléments d'une panzerdivision allemande commandés par l'oberst Kapler se heurtent aux tirailleurs sénégalais. Malgré leur bravoure, ces derniers ne font pas le poids face aux panzer ; les survivants, dont les officiers, décident de se rendre. On leur promet les honneurs de la guerre ; ils sont massacrés.
Près du pont, des villageois armés décident de faire partir les soldats français par la force. Les civils attaquent les militaires ! Au vu du nombre de victimes, voulant à tout prix empêcher les Allemands de capturer le pont, le capitaine Rollet décide de le faire sauter.
Au moment où la radio diffuse l'Appel du 18 Juin prononcé par le général de Gaulle, Dragance s'en va, on l'imagine continuant la lutte jusqu'à la victoire.

## Fiche technique
- Titre : Trois jours en juin
- Réalisation : Philippe Venault
- Scénario : Jacques Forgeas, d'après l'œuvre de Frédéric H. Fajardie : Un pont sur la Loire
- Producteurs : Jean-Pierre Fayer, Fabienne Servan-Schreiber
- Musique : Charles Court
- Image : Yves Lafaye
- Décors : Jacques Houdin
- Montage : Frédéric Massiot
- Pays :  France
- Langue : français
- Genre : film de guerre
- Durée : 96 minutes
- Date de sortie : 19 septembre 2005 sur France 2

## Distribution
- Patrick Catalifo : Henri Dragance
- Laurent Poitrenaux : Nicolas Chevtchenko
- Elsa Lunghini : Sylvie, l'institutrice
- Guy Marchand : Colonel Edouard Valadon
- Marc Berman : Capitaine Rollet
- Dioucounda Koma : Lieutenant Samboura
- Michel Bompoil : Gaston Gollety
- Étienne Chicot : Pierre Haudrusse
- Nathalie Kirzin : Mme Haudrusse
- Jean-Louis Foulquier : Ernest
- Jean-François Pages : Oberst Franz Kapler
- Till Bahlmann : Hauptmann Hipper
- Franck Beckmann : Alamichel
- Marc Betton : Le maire
- Julien Boissier-Descombes : Raschetti
- Frans Boyer : Mathet
- Thibault de Montalembert : Marchal
- Dorothée Jemma : Mme Gollety
- Bernard Nissille : Général français
- Patrick Noblecour : Général français
- Pierre Renverseau : Lieutenant français
- Raphaël Pineau : Caporal Faye
- Brieuc Quiniou : Antoine
- Max Morel : Villageois
- Michel Such : Villageois
- Jérôme Thibault : Lynen

## Autour du film

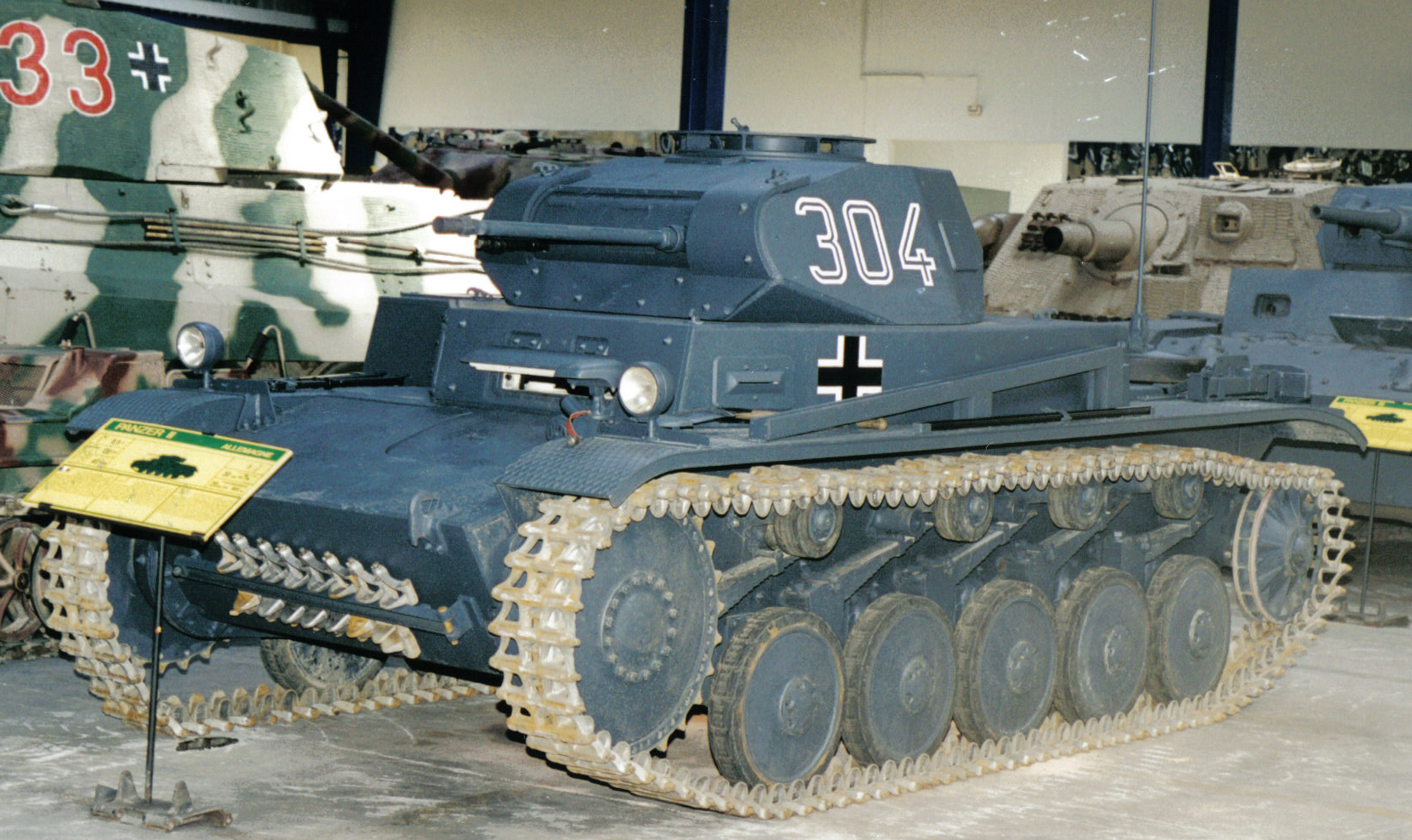
Le Panzer II du Musée des blindés de Saumur.

- Le téléfilm a principalement été tourné dans les communes de Tonnay-Charente, Genouillé et Trizay en Charente-Maritime. Le pont suspendu de Tonnay-Charente a servi de décor principal.
- Les Panzer II allemands visibles dans le film ont été obtenus par la superposition, lors du montage, des vues d'un seul char fourni par le Musée des Blindés de Saumur. Cette duplication virtuelle donne l'effet de la présence d'une compagnie entière. Tous les chars portent d'ailleurs le même numéro « 304 » sur la tourelle.
- Les engins militaires français : Laffly et canon antichar de 25 mm mod. 1934 proviennent également du Musée des blindés de Saumur. On a également utilisé des camions d'époque et une Traction Avant caractéristique de cette période.
- Les deux principales unités militaires françaises qui tiennent un rôle dans l'histoire : les 55e RTS et 346e RI, n'ont pas existé en 1939-1940. L'armement et les uniformes particuliers à l'armée française de 1940 sont très réalistes.
- L'oberst qui commande les Allemands (et dont la langue allemande est très imparfaite à l'écran), préfigure les fanatiques SS qui n'hésiteront pas à exécuter leurs prisonniers, notamment sur le front de l'Est à partir de 1941. Si des massacres de prisonniers de guerre ont effectivement eu lieu en France en 1940, ils ont été assez rares. Certains groupes de tirailleurs sénégalais en seront les principales victimes (du fait du contexte racial), de même que certains soldats britanniques capturés dans le Nord et que des Français métropolitains (comme ceux exécutés à Domptail par exemple).
- La réaction surprenante des villageois à l'encontre de l'Armée française, sur fond d'armistice demandé par le maréchal Pétain, annonce la sombre époque de la collaboration.

## Sources
- Bande annonce et Bonus du DVD